# Anonymes, Justes et Persécutés durant la période nazie
AJPN
Anonymes, Justes et Persécutés durant la période nazie, le plus souvent abrégé en AJPN, est une association française créée, selon ses statuts, « pour offrir une plateforme ouverte de contributions, d’échanges et de rencontres entre toutes les personnes désireuses d’apporter un témoignage qui permettra d’enrichir, de compléter et de faire connaître une histoire ou un épisode de sauvetage durant la Seconde Guerre mondiale »,. 

## Historique
En novembre 2007, le CRIF Sud-Ouest Aquitaine publie un opuscule intitulé Connus ou inconnus, mais Justes, dont la direction éditoriale a été confiée à Hervé Rehby, et la coordination éditoriale, à Hellen Kaufmann. Dans sa préface, le Dr Albert Roche, président de la section régionale, déclare : « 2007 restera, sans conteste, une année importante dans l’histoire de la mémoire de la Shoah. À l’initiative du président de la République, Jacques Chirac, l’année 2007 a été nommée "Année des Justes" ».
Le 18 janvier 2007 une cérémonie se tient au Panthéon au cours de laquelle est apposée une plaque commémorative où l'on peut lire « Nommés "Justes parmi les Nations" ou restés anonymes, des femmes et des hommes, de toutes origines, ont sauvé des Juifs des persécutions antisémites et des camps d'extermination ».
C'est dans cet esprit que l'AJPN est fondée à Bordeaux. Hellen Kaufmann, sa présidente, en décrit la genèse : déjà en 1975, après avoir rencontré un des Justes de sa région, elle a eu le pressentiment que le nombre officiel de Justes qui y était alors dénombré, 225, n'était pas cohérent avec le fait que les trois-quarts de la communauté juive résidant en France avait survécu à la guerre. Elle a vite découvert « tous les acteurs de l'ombre venant s'ajouter au nombre de Justes reconnus ». Au sein du CRIF, elle poursuit sa démarche avec l'aide de Yad Vashem France, et en rencontrant de nombreux témoins de l'époque. Son cheminement, rejoint par d'autres personnes, aboutit en 2008 à la fondation de l'AJPN.
En parallèle est créé le site Web de l'association, son principal outil de travail et d'échanges.

## Objectifs
La mémoire des Justes reconnus étant par définition archivée et préservée pour toujours au mémorial de Yad Vashem, l'AJPN se consacre essentiellement à celle des anonymes.
L’AJPN se donne pour mission de faire connaître au grand public les actes d’aide et de sauvetage d’enfants ou d’adultes durant la Seconde Guerre mondiale. Ils restitueront la mémoire de leurs auteurs, hommes et femmes, anonymes pour la plupart, qui ont sauvé des personnes persécutées par le régime nazi et le gouvernement de Vichy : Juifs, républicains espagnols, francs-maçons, communistes, Tziganes...

## Actions
L'AJPN définit ainsi ses actions :
- Créer et animer une base de données en ligne active : après recherche et collecte des informations nécessaires, elle est enrichie des apports des internautes.
- Nombre d'articles du site ajpn en mars 2021 répertoriés[AJPN 2] :
  - 38 080 communes
  - 95 départements français et l'étranger
  - 1 228 lieux d'internement
  - 744 lieux de sauvetage
  - 33 organisations de sauvetage
  - 4 342 Justes de France
  - 15 850 personnes sauvées, cachées
- De nombreuses annonces de recherche [AJPN 4]
- Produire des documents de mémoire : En complément à la base de données en ligne, recueillir, enregistrer, filmer, éditer, les témoignages de Justes ou de leurs ayants droit, d’anonymes, d’enfants cachés et sauvés pour sauvegarder la parole vivante.
- Produire des supports pédagogiques : Enregistrements, films, base de données, brochures pédagogiques sont proposés et mis à la disposition des enseignants [5], [6].
- Multiplier les rencontres pédagogiques : Faciliter les témoignages des Justes, des sauveurs et des sauvés ou de leurs ayants droit, auprès des jeunes dans les écoles, les collèges et les lycées en privilégiant l’échange direct[5].
- Assister les collectivités et institutions dans l’organisation et la coordination de cérémonies et manifestations (telles que des expositions) ayant un rapport historique et culturel avec les persécutés de la période nazie et les sauveurs[5].
- Communiquer et relayer : Faire connaître l’existence et la mission de l’association pour faire converger vers elle le plus grand nombre de témoignages spontanés, en particulier via son site Web.
- Initier des actions de communication vers la presse et tous les relais d’opinion : fichiers presse, conférences de presse, dossiers de presse, communiqués[AJPN 3],[5].

## Site Web

### Audience et notoriété
Au vu des objectifs et actions que se fixe l'AJPN, son site Web revêt une importance considérable. Ceci est corroboré par les mesures d'audience pratiquées par XiTi : durant le mois mobile finissant le 26 mars 2021, où aucun évènement d'actualité majeur ne peut justifier une pointe de fréquentation, l'audience s'élève en moyenne à 1 600 visites par jour.
Il est référencé auprès de plusieurs organismes nationaux ou internationaux :
- Site Web du Mémorial de la Shoah[8].
- Site Web de la Croix-Rouge, sous la rubrique « Rétablissement des liens familiaux »[9].
- Site Web du Grand Palais[6].
- Site Web de la Société lyonnaise d’histoire de la police, qui recense les policiers et gendarmes reconnus Justes parmi les Nations[10].
- Site Web du Conseil de l'Europe[5].
- Site Web du United States Holocaust Memorial Museum[11].

Le ministère de la Cohésion des territoires donne le site ajpn.org en sitographie pour quatre des personnalités de la liste Portraits de France issues des Outre-Mer, des anciennes colonies ou de l’immigration, établie en vue de diversifier les noms des rues ou des bâtiments publics en France : Olga Bancic, Max Ernst, Rosine Schiari et Alfred Otto Wolfgang Schulze.

### Examen critique
L'AJPN ne présente pas son site comme une source historique, mais comme un outil muni d'une gestion du type « Wiki » : « Le travail que réalise l'AJPN n'est pas le fait d'historiens ni de scientifiques, mais résulte de la volonté militante d'hommes et de femmes concernés [...]. Les informations affichées [...] ne peuvent être vérifiées par ajpn.org et ne peuvent donc pas être considérées d'une fiabilité totale [...]. Toutes les demandes de rectification de données erronées sont bienvenues et, dans ce cas, les corrections nécessaires sont appliquées dans les meilleurs délais en citant la source de ces corrections. »
Malgré ce problème de fiabilité, qui implique un taux d'inexactitudes, c'est-à-dire d'inclusions faites à tort, c'est cependant le seul site répertoriant aussi des personnes qui n'ont pas pu être reconnues officiellement Justes, mais qui, selon certains témoignages, ont néanmoins sauvé des Juifs en France pendant la Seconde Guerre mondiale. Il est cité par deux travaux universitaires dont une thèse,.

### Caveat
1. ↑   AJPN fonctionne comme un wiki ; comme Wikipedia, il ne peut être considéré comme une source par Wikipedia. Cependant, les textes d'AJPN étant souvent bien sourcés, ils peuvent être cités si l'on se réfère effectivement à leur source.

### Sources primaires (AJPN)
1. ↑  « Statuts de l’association Anonymes, Justes et persécutés durant la période nazie (AJPN) » [PDF], sur ajpn.org, 2008 (consulté le 27 mars 2021).
2. 1 2 3  « AJPN - Page d'accueil », sur ajpn.org (consulté le 15 septembre 2021).
3. 1 2  « AJPN - missions de l'association », sur ajpn.org (consulté le 27 mars 2021).
4. ↑  « Annonces de recherche », sur ajpn.org (consulté le 27 mars 2021).